# NN-244
La carretera NN-244 es una vía departamental secundaria ubicada en el departamento de León, al occidente de Nicaragua. Esta carretera conecta comunidades rurales entre Chagüitillo y Las Lajitas, dentro del municipio de León. Se utiliza principalmente para el tránsito local agrícola y vecinal.

## Trazado y cruces
La siguiente tabla muestra su recorrido, localidades y principales conexiones:
| km  | Localidad            | Departamento | Conexión / Ruta |
| --- | -------------------- | ------------ | --------------- |
| 0.0 | Chagüitillo          | León         |                 |
| 4.1 | Comunidad intermedia | León         |                 |
| 7.8 | Las Lajitas          | León         |                 |